# 全国社会管理创新综合试点
全国社会管理创新综合试点是2010年10月起由中央政法委、中央综治委确定的中华人民共和国全国级社会管理创新综合试点，以加强和创新社会管理，化解社会矛盾。

## 历史
2004年，中共十六届四中全会提出要“加强社会建设和管理，推进社会管理体制创新”。2007年中共十七大报告提出要“建立健全党委领导、政府负责、社会协同、公众参与的社会管理格局”。社会管理创新成为2009年底全国政法工作电视电话会议强调的“社会矛盾化解、社会管理创新、公正廉洁执法”三项重点工作之一。

## 名单
2010年，中央政法委、中央综治委首批确定35个市、县(市、区)为全国社会管理创新综合试点，制定了《全国社会管理创新综合试点指导意见》。这35个地区包括副省级城市、地级市和县（市、区）：
- 副省级市和直辖市市辖区（5个）
  - 辽宁省沈阳市
  - 浙江省宁波市
  - 广东省深圳市
  - 天津市滨海新区
  - 陕西省西安市
- 地级行政区（16个）
  - 河北省石家庄市（省会、地级市）
  - 贵州省贵阳市（省会、地级市）
  - 山西省太原市（省会、地级市）
  - 安徽省合肥市（省会、地级市）
  - 湖南省长沙市（省会、地级市）
  - 黑龙江省大兴安岭地区（省直属地区）
  - 内蒙古自治区鄂尔多斯市
  - 江苏省南通市
  - 湖北省宜昌市
  - 山东省泰安市
  - 河南省三门峡市
  - 四川省德阳市
  - 甘肃省嘉峪关市
  - 北京市东城区（市辖区）
  - 北京市朝阳区（市辖区）
  - 上海市静安区（市辖区）
- 县级行政区（14个）
  - 重庆市大渡口区
  - 吉林省延边朝鲜族自治区延吉市
  - 西藏自治区林芝地区
  - 浙江省绍兴市诸暨市
  - 福建省泉州市晋江市
  - 河南省郑州市新郑市
  - 广西壮族自治区崇左市凭祥市
  - 云南省楚雄彝族自治州楚雄市
  - 青海省海西蒙古族藏族自治州格尔木市
  - 宁夏回族自治区银川市灵武市
  - 新疆维吾尔族自治区乌鲁木齐市天山区
  - 新疆生产建设兵团农六师共青团农场
  - 江西省宜春市丰城市
  - 海南省琼海市

### 引用
1. ↑  .   [2012年1月27日]. （原始内容存档于2011年5月24日）.